# Церква Богородиці Пирогощої
Це́рква Успі́ння Богоро́диці Пирого́щої (Пирогоща) — православний храм у Києві, кафедральний собор міста доби Середньовіччя.
Нині — сучасне (1997–1998) відтворення первісної давньоруської будівлі XII століття, розміщене біля підніжжя Замкової гори на Контрактовій площі.

## Назва
Існують різні гіпотези щодо назви, але найвірогіднішим є те, що храм названо на честь візантійської ікони «Пірготісс» (у перекладі «вежа»), привезеної з Константинополя, де вона зберігалася саме у вежі. За іншою версією, храм спорудили на кошти купців, що торгували хлібом («пиріг» — хліб і «гощі» — купці). Також існує версія про те, що храм названо на честь купця Пирогостя, що торгував у цій місцевості і виділив гроші на храм.

## Історія

### Руський період
Перша церква на цьому місці була закладена у 1131 або 1132 році, під час правління сина Володимира Мономаха — Мстислава Володимировича. Будівництво храму було завершене після смерті фундатора, під час князювання його брата Ярополка.
Церква Богородиці Пирогощої стала першою будівлею у Києві, спорудженою повністю із цегли, без використання каменю. Це була проста, коротка базиліка з трьома навами і трьома апсидами. Стіни склепіння було прикрашено фресками, а підлогу — мозаїчними плитами. На архітектурі пам'ятки позначився вплив романського стилю.
Храм Успіня Богородиці Пирогощої згадується в «Слові о полку Ігоревім» у зв'язку з поверненням у Київ з половецького полону князя Ігоря Святославича.

### Середньовіччя
Храм зруйновано під час монголо-татарської навали Батия у 1240 році. Капітальний ремонт церкви здійснено у XV столітті. 30 березня 1474 року відновлену церкву урочисто освятили, 1482 року її знову вщент зруйновано кримськими татарами на чолі з Менглі Ґераєм.
Протягом сторіч Пирогоща була головною соборною церквою подільських купців, міщан і ремісників, а також центром громадського життя Подолу. Тут працювали школа, сирітський притулок, лікарня для бідних, міський архів, а поруч проходили збори містян. У 1613–1633 роках Богородиця Пирогоща деякий час була кафедрою Київських православних митрополитів.
У 1613 році італійський архітектор Себастьяно Бракі (лат. Sebastiano Brachi) провів реконструкцію — церква стала п'ятикупольною і набула ренесансних форм. У 1752 — 1770-х роках реставрацію храму і будівництво дзвіниці в стилістиці українського бароко здійснив видатний український архітектор Іван Григорович-Барський (батько якого був старостою Пирогощі).

### Імперський період
Після ряду руйнівних пожеж початку XIX століття (зокрема, після однієї з них, у 1809 році, завалилася центральна баня) храм відбудовується за участю Андрія Меленського. Він знову стає однокупольним — чотири бічні бані зняли. Церкві надано неокласичного вигляду, будується Аннозачатіївський вівтар.
1835 року п'ятиярусну барокову дзвіницю, збудовану Іваном Григоровичем-Барським, що начебто перешкоджала вуличному рухові, розібрали. Натомість над головним входом надбудували дзвіницю в стилі російського ампіру. Церква мала десятиметровий іконостас (1778 року) і срібні царські врата (1784 року з іменем жертводавця — запорожця Василя Білика). Іконостас у стилі рококо вважався одним із найкращих тогочасних. Під кінець XIX століття зовні церкви прибудовано низку дерев'яних крамничок, які псували її вигляд. У 1929 році, під час спроби відновлення первісного вигляду церкви, їх було знесено.

### Радянські часи

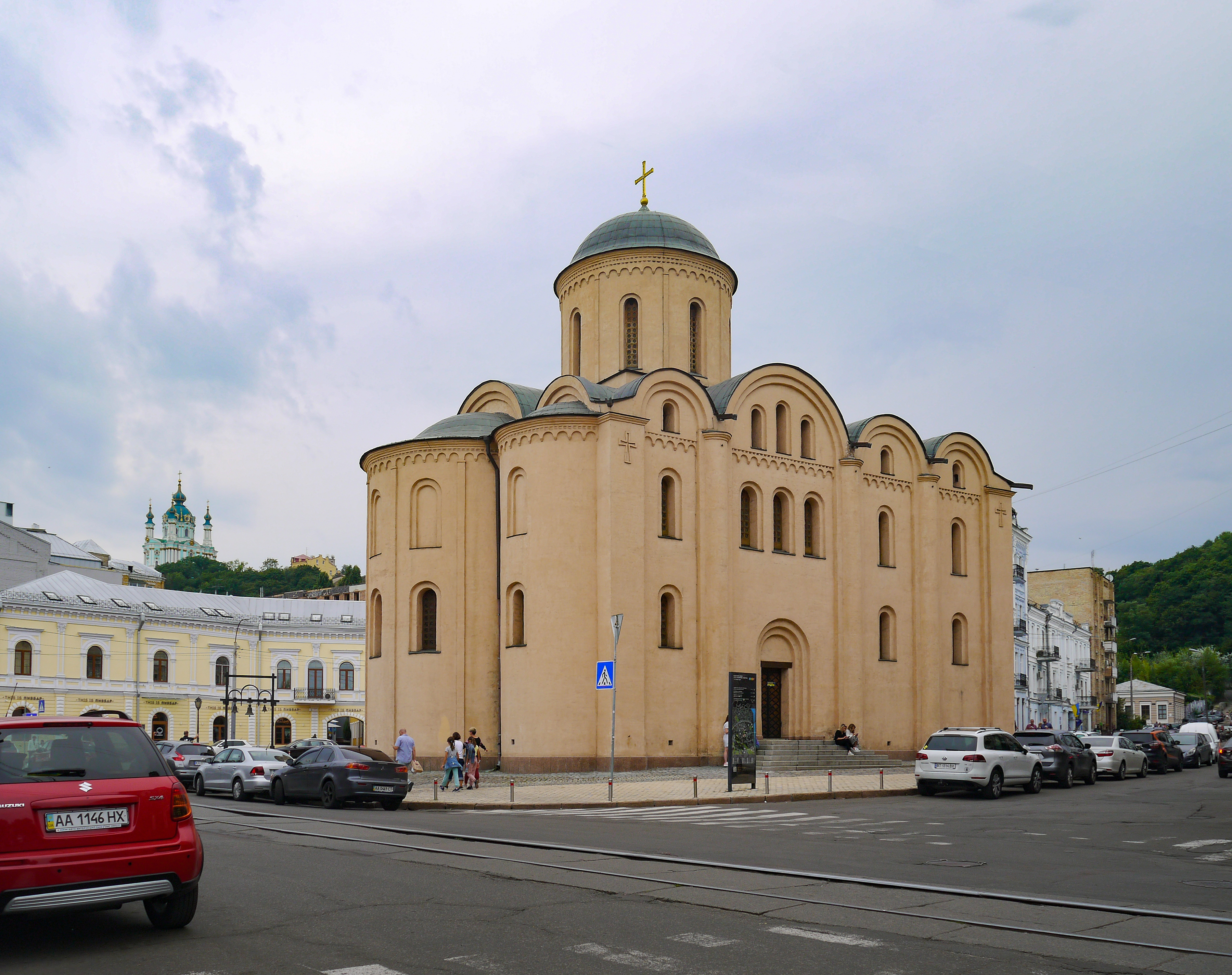
Відтворений храм за проєктом Юрія Асєєва

1934 року церква вдруге стала кафедрою митрополита Української Православної Церкви. У 1935 році за наказом радянської влади Пирогощу було зруйновано. Дослідження, проведені перед руйнуванням, встановили, що церква зберегла більшу частину своєї початкової будови, незважаючи на численні перебудови та руйнування.
Сповідні розписи, метричні книги і клірові відомості церкви (з 1780 по 1919 рік) зберігаються в Центральному державному історичному архіві України, м. Київ (ЦДІАК України).

### Відтворення

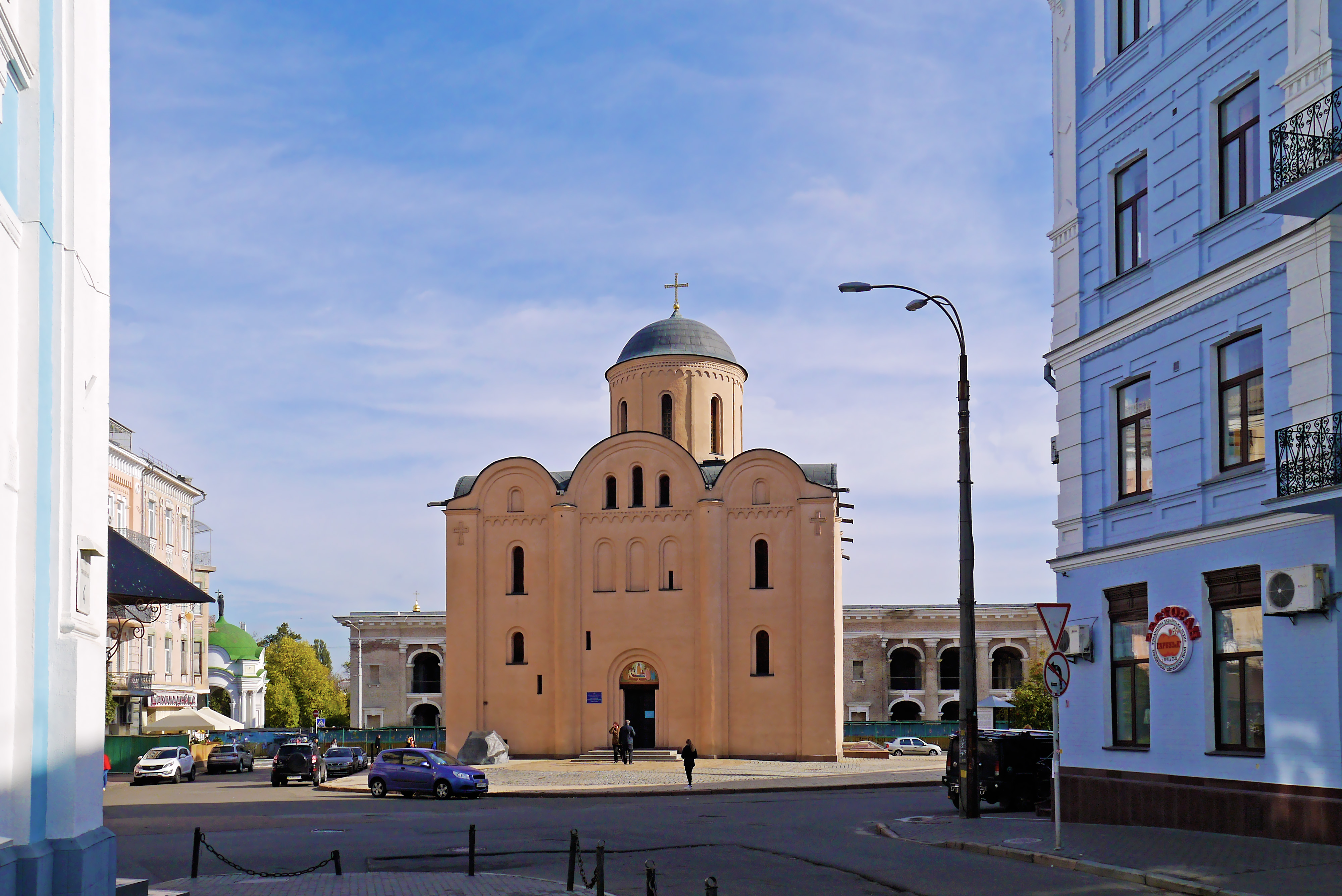
Огляд зі сходу

У другій половині 1970-х років археологи розкопали фундамент зруйнованої церкви. 3'ясувалося, що він заглиблений на 1,2 м, а його будівельний матеріал належить ще давнішій споруді. У зв'язку з цим влітку 1976 року радянська преса надрукувала повідомлення про археологічне відкриття на Подолі.
Протягом 1970-х років широко обговорювалось питання відбудови Пирогощі в її первісному вигляді. Проте здійснитися цьому судилося тільки після проголошення незалежності України. У 1997–1998 роках за проєктом архітектора Юрія Асєєва здійснено відтворення пам'ятки у формах XII століття. Питання достовірності реконструкції залишається відкритим.
На території церкви розміщено меморіальну дошку під якою перепоховано останки людей, віднайдених на території церкви (про це свідчить напис на дошці).
11 листопада 2012 року патріарх УПЦ КП Філарет освятив розписи храму.
Сьогодні церква належить Православній церкві України.

## Зображення

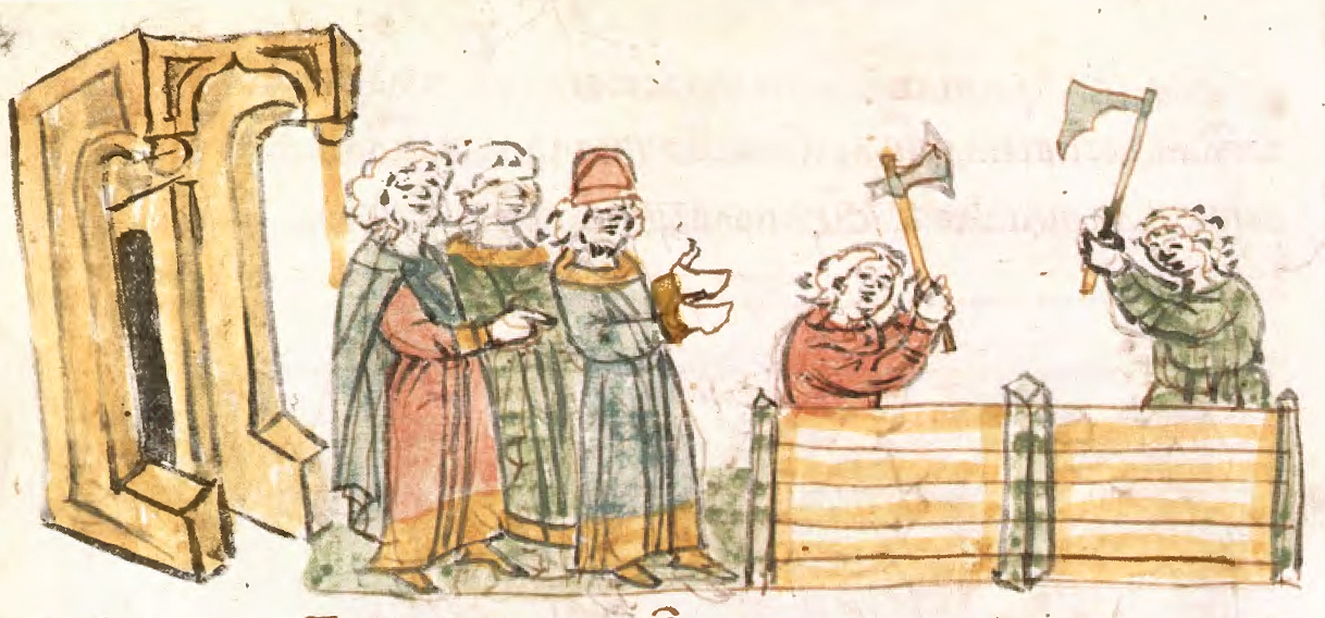
Символічне закладення церкви Богородиці Пирогощі на Подільському торжищі. За літописом — храм був кам'яний. Дерев'яний храм, зображений у мініатюрі, очевидно, існував до кам'яної споруди. Мініатюра з Радзивіллівського літопису.
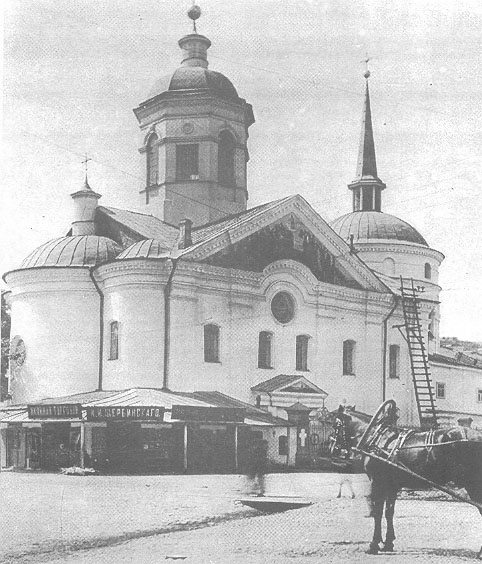
Церква Успіння Богородиці Пирогощої
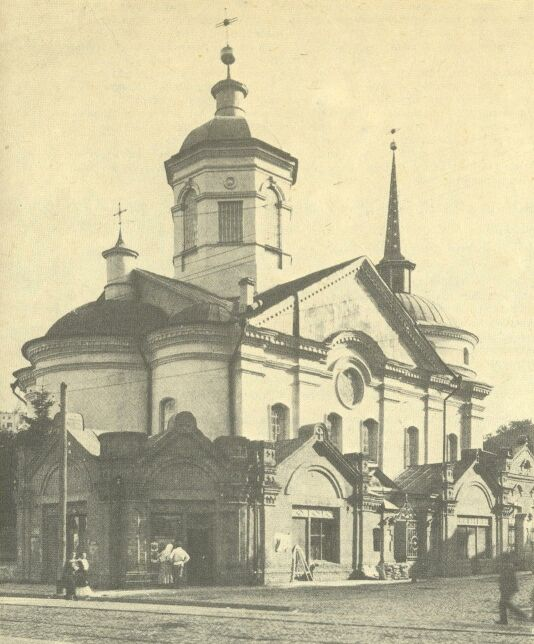
Загальний вигляд Соборної церкви Успіння Пресвятої Богородиці на початку ХХ століття
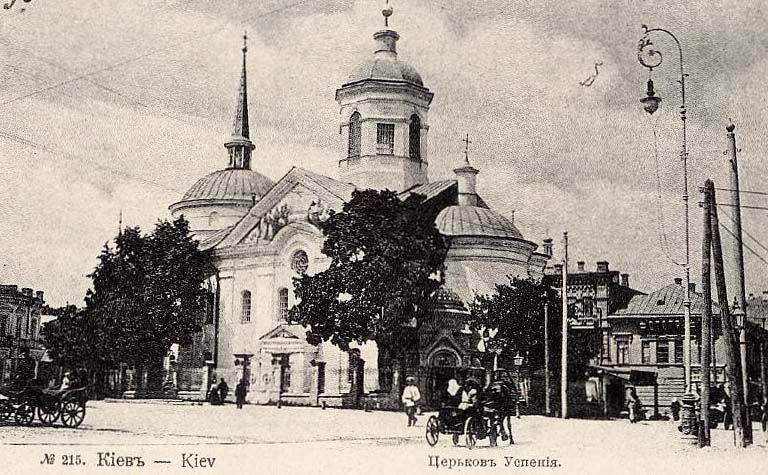
Церква Успіння Богородиці Пирогощої (Пирогоща) на Подолі. Фото початку ХХ століття
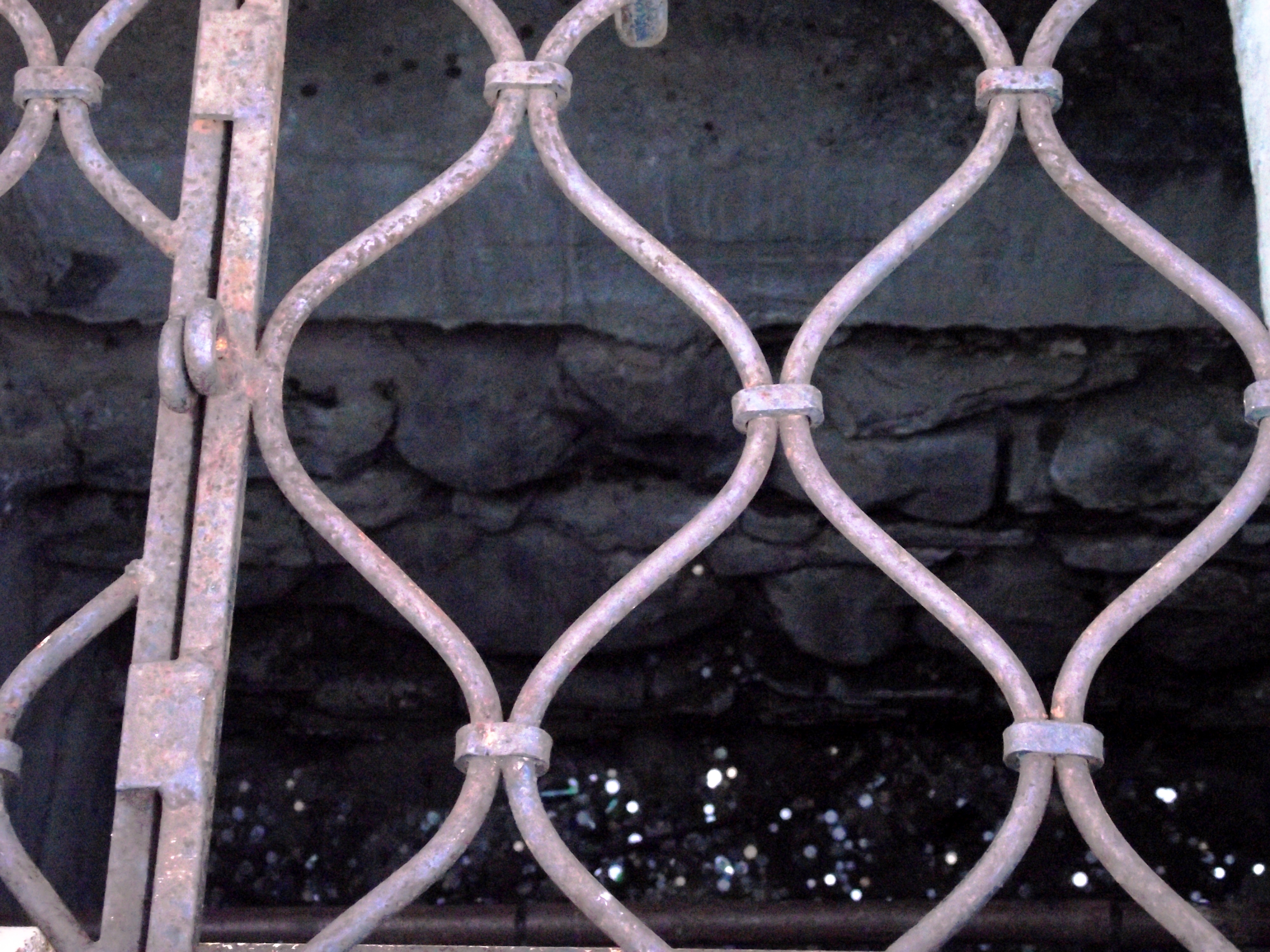
Залишки стіни оригінальної церкви
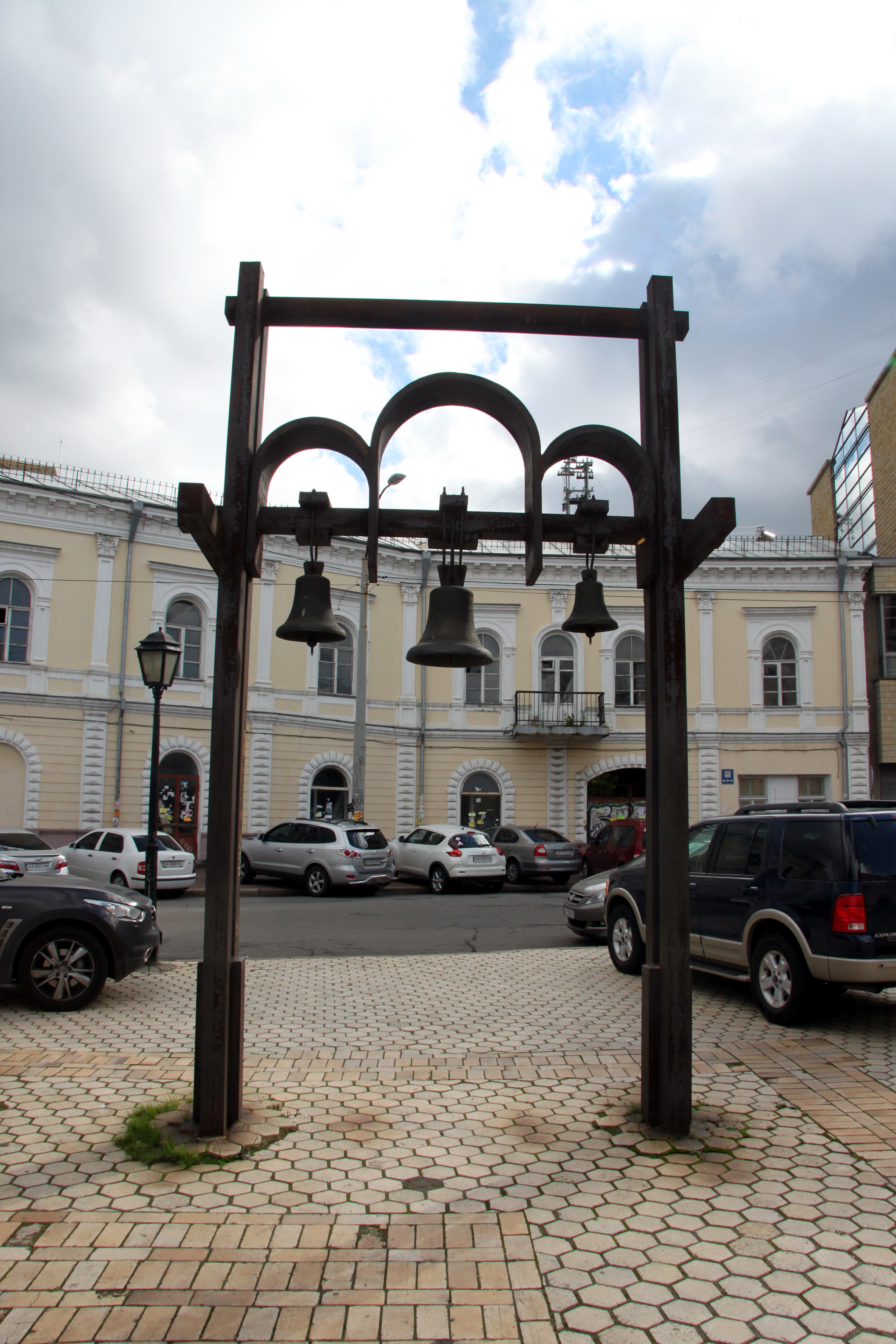
Дзвони
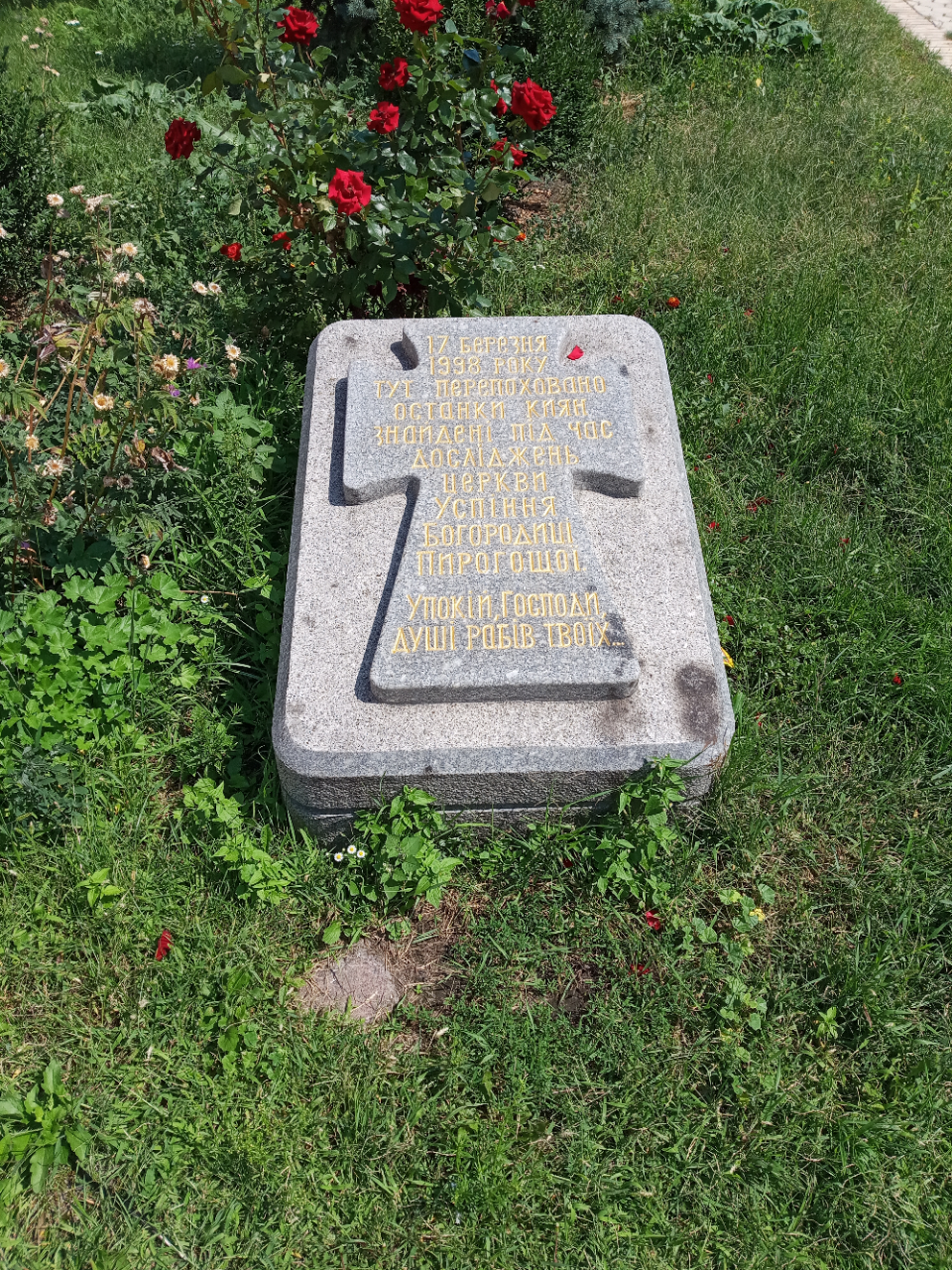
Тут у 1998 році  перепоховано останки киян, знайдених на території церкви
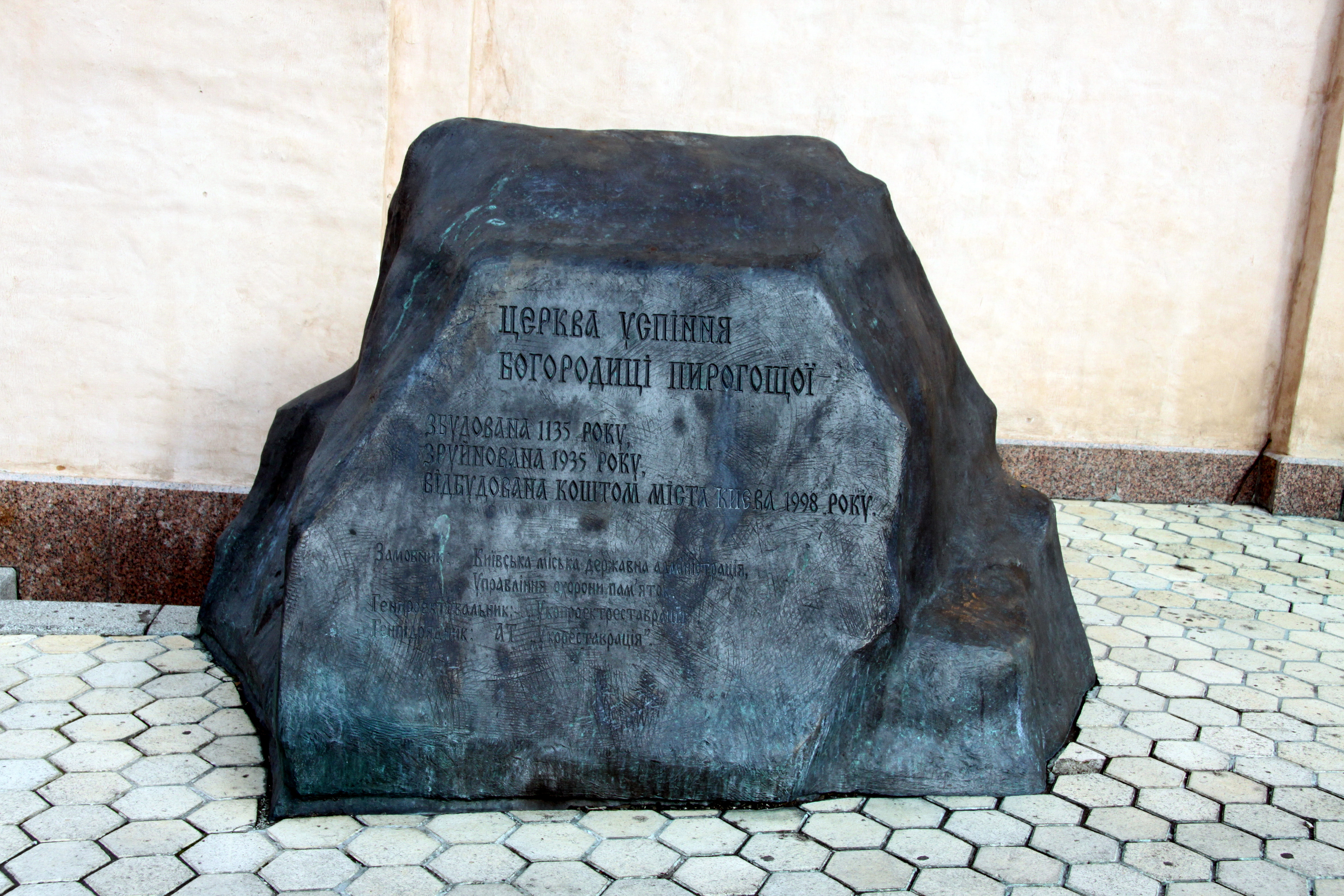
Плита біля входу
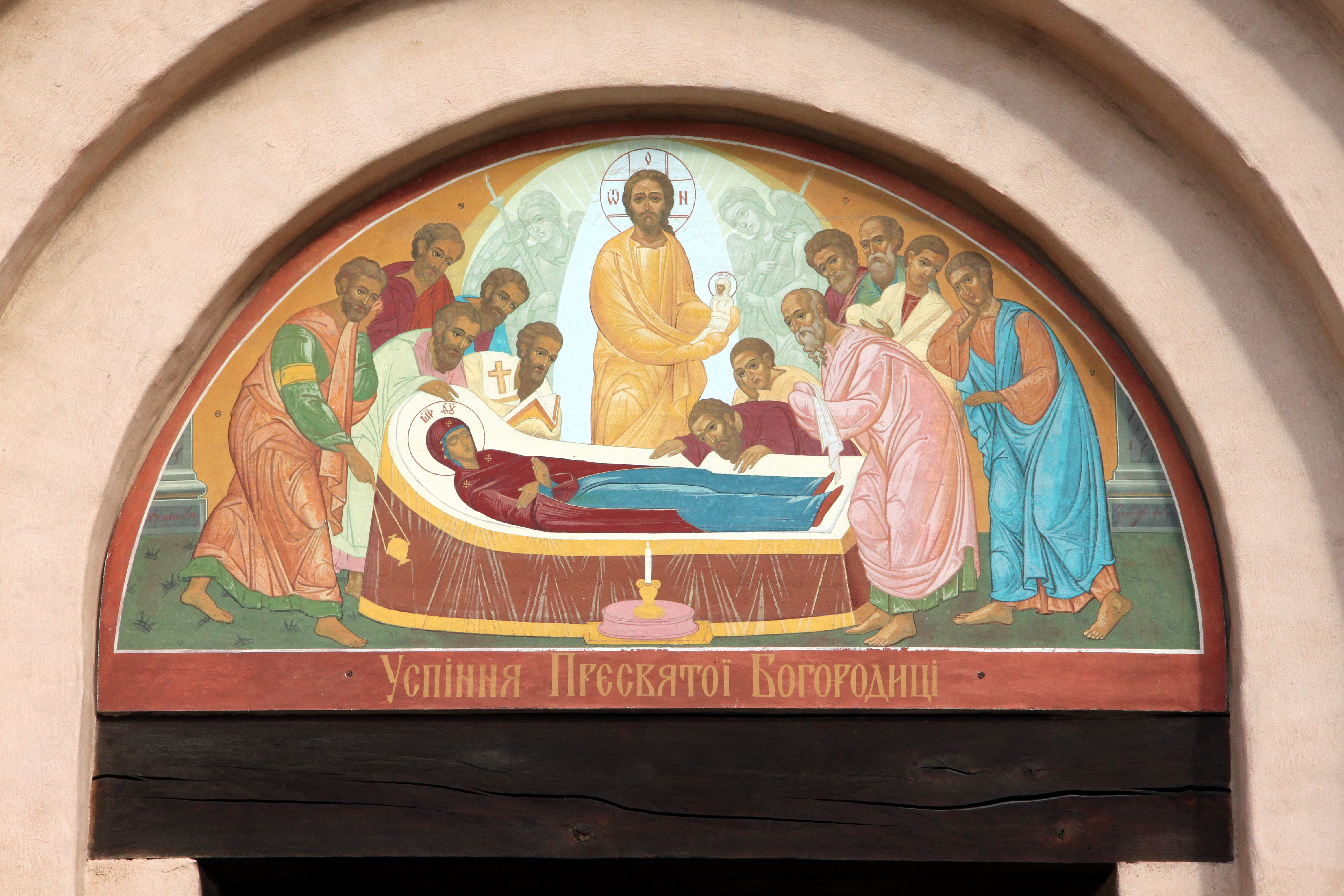
Над входом
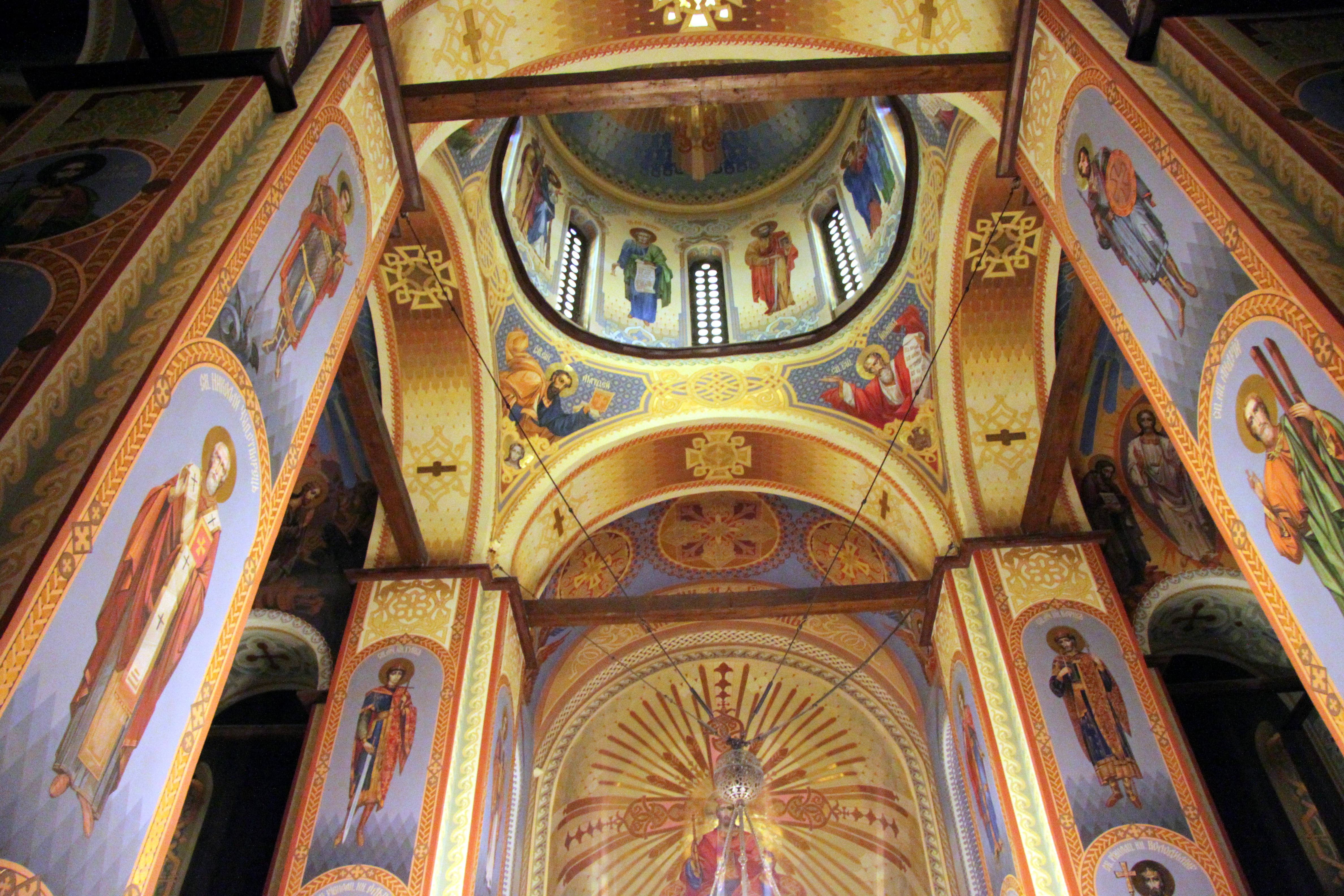
Інтер'єр